# Giovanni Cataldo Parisio
Cataldo Parisio, chiamato anche Cataldo Siculo (Sciacca, 1455 circa – Lisbona?, 1517), è stato uno scrittore e politico italiano vissuto per molti anni in Portogallo.
È stato lui ad introdurre l'umanesimo nello stato iberico.

## Biografia
Nel 1485, dopo aver studiato a Bologna, Padova e Ferrara, ritornò a Sciacca, ma dopo un durissimo scontro con parte delle élite locali fuggì  in Portogallo dal re Giovanni II dove assunse la carica di precettore del figlio. In poco tempo, divenne segretario del re portoghese e ne curò le relazioni con gli altri stati europei, soprattutto con i papi Innocenzo VIII e Alessandro VI e la principessa d'Aragona e Castiglia Isabella. Dal 1497 visse grazie ad una pensione statale e, sotto re Manuele, continuò il suo lavoro per la corte e parallelamente quello di precettore per i figli dei nobili fino alla morte.

## Opere
Inizialmente, curò la corrispondenza con l'estero di Giovanni II. Scrisse quindi lettere di vario genere a molti sovrani europei e alcuni discorsi, tra cui uno in onore di Isabella d'Aragona.
Le opere letterarie propriamente dette, quasi tutte scritte in latino, sono:
- Epistolae et Orationes quedam Cataldi Siculi (1500), una raccolta di discorsi e lettere;
- Poemata (1502), alcuni poemi;
- Omnia Cataldi Aquillae Siculi (1509), opera andata perduta;
- Epistolae et Orationes (1513), seconda parte della raccolta di discorsi e lettere;
- Visiones (1514), poema ispirato alle Metamorfosi di Ovidio.